# UD Alzira
UD Alzira ist ein spanischer Fußballverein aus der valencianischen Kleinstadt Alzira. Der 1946 gegründete Klub spielt in der Saison 2015/16 in der Tercera División, Gruppe 6. Der größte Erfolg der Mannschaft war die Teilnahme an der Segunda División in der Spielzeit 1988/1989. Seit der Jahrtausendwende ging es bergab mit den Valencianern, so dass sie sogar bis in die fünfte spanische Liga durchgereicht wurden. In der Saison 2005/06 gelang die Rückkehr in die viertklassige Tercera División, in der Saison 2007/08 wurde der Aufstieg in die Segunda División B erreicht.

## Stadion
UD Alzira spielt im Estadi Luis Suñer Picó, welches eine Kapazität von 8000 Zuschauern hat.

## Spielzeiten
- 1999/2000: Segunda División B – 15. Platz
- 2000/2001: Segunda División B – 18. Platz (Abstieg)
- 2001/2002: Tercera División  – 6. Platz
- 2002/2003: Tercera División  – 19. Platz (Abstieg)
- 2003–2006: Regional Preferente
- 2006/2007: Tercera División – 15. Platz
- 2007/2008: Tercera División – 1. Platz (Aufstieg)

## Clubdaten
- Spielzeiten Liga 1: 0
- Spielzeiten Liga 2: 1
- Spielzeiten Liga 2B: 7
- Spielzeiten Liga 3: 31
- Bester Platz Liga 2: 19. Platz (1988/1989)

## Erfolge
- Aufstieg in die Segunda División: 1987/88